# Épisodes d'Awake
Cet article présente les treize épisodes de la série télévisée américaine Awake.

## Synopsis
À la suite d'un violent accident de voiture, l'agent de police Michael Britten se met à vivre dans deux réalités parallèles. Dans l'une sa femme a survécu et son fils est décédé et l'autre la situation est inversée. Michael, voulant garder sa famille au plus proche de lui, va vivre une sorte de « double vie ». Cependant, il commence à remarquer des liens étranges entre les deux réalités. Les événements et les personnes d'une réalité à l'autre ne sont pas toujours ceux qu'il croit connaître…

## Distribution

### Acteurs principaux
Note : Afin de différencier les deux réalités alternatives, le personnage, Michael Britten, porte des élastiques de couleur différente dans chacune d'elles : « un rouge », pour celle où sa femme est vivante et « un vert », pour celle où son fils est vivant.
| Acteurs                                      | Personnages                        | Réalité alternative Rouge                        | Réalité alternative Verte             |
| -------------------------------------------- | ---------------------------------- | ------------------------------------------------ | ------------------------------------- |
| Jason Isaacs (V. F. : Patrick Borg)          | inspecteur Michael Britten         | présent dans les deux réalités                   | présent dans les deux réalités        |
| Laura Allen (V. F. : Vanina Pradier)         | Hannah Britten                     | présente                                         | NC - décédée                          |
| Dylan Minnette (V. F. : Alexandre Nguyen)    | Rex Britten                        | NC - décédé                                      | présent                               |
| Wilmer Valderrama (V. F. : Alexandre Gillet) | inspecteur Efrem Vega              | présent (nouveau partenaire de Michael)          | présent (simple officier en uniforme) |
| Steve Harris (V. F. : Gilles Morvan)         | inspecteur Isaiah « Bird » Freeman | présent (ancien partenaire de Michael transféré) | présent (partenaire de Michael)       |
| B. D. Wong (V. F. : Xavier Fagnon)           | Dr Johnathan Lee                   | présent                                          | NC                                    |
| Cherry Jones (V. F. : Dominique Lelong)      | Dr Judith Evans                    | NC                                               | présente                              |
| Michaela McManus (V. F. : Françoise Cadol)   | Tara                               | NC                                               | présente                              |

### Acteurs récurrents
| Acteurs                                       | Personnages             | Réalité alternative Rouge       | Réalité alternative Verte       |
| --------------------------------------------- | ----------------------- | ------------------------------- | ------------------------------- |
| Laura Innes (V. F. : Julie Kapour)            | capitaine Tricia Harper | présents dans les deux réalités | présents dans les deux réalités |
| Daniela Bobadilla (V. F. : Audrey Sablé)      | Emma                    | présents dans les deux réalités | présents dans les deux réalités |
| Mark Harelik (V. F. : Patrick Delage)         | capitaine Carl Kessel   | présents dans les deux réalités | présents dans les deux réalités |
| Kevin Weisman (V. F. : José Luccioni)         | inspecteur Ed Hawkins   | présents dans les deux réalités | présents dans les deux réalités |
| Logan Miller (V. F. : Thomas Sagols)          | Cole                    | présents dans les deux réalités | présents dans les deux réalités |
| Chris McGarry (en) (V. F. : Fabien Jacquelin) | Dr Banks                | présents dans les deux réalités | présents dans les deux réalités |

- Version française
Société de doublage : Synchro France[1],[2]
Direction artistique : Bernard Tiphaine[2]
Adaptation des dialogues : Alain Berguig, Pascale Loko et Sophie Roux[2]

Sources V. F. : RS Doublage et Doublage Séries Database

## Diffusions
La série a été diffusée en simultané sur le réseau Global, au Canada. Toutefois, la série s'est terminée le 23 mai 2012 au Canada et le 24 mai 2012 aux États-Unis.
La diffusion francophone se déroule ainsi :
En Belgique, la série est diffusée depuis le 21 septembre 2012 sur BeTV ;
Au Québec, du 20 novembre 2012 au 25 février 2013 sur Ztélé, ;
Aucune information concernant les droits et / ou la diffusion n'est connue pour le moment dans les autres pays francophones.

## Liste des épisodes
1. Double Enquête
2. Le Petit Gars
3. Coupable
4. Les Deux Kate
5. Gemini
6. Où est mon pingouin ?
7. El Diablo
8. Plongeon nocturne
9. Match de folie
10. Un souvenir de Rex
11. Le Retour du petit gars
12. Armé et dangereux
13. Une histoire sans fin

### Épisode 1:Double Enquête
- États-Unis /  Canada: 1er mars 2012 sur NBC[6] / sur Global
- Belgique : 21 septembre 2012 sur BeTV[3]
- Québec : 20 novembre 2012 sur Ztélé[4],[5]

- États-Unis : 6,24 millions de téléspectateurs[7] (première diffusion)
- Canada : 1,2 million de téléspectateurs[8] (première diffusion)

### Épisode 2:Le Petit Gars
- États-Unis /  Canada : 8 mars 2012 sur NBC / sur Global
- Belgique : 21 septembre 2012 sur BeTV[3]
- Québec : 27 novembre 2012 sur Ztélé[5]

- États-Unis : 4,33 millions de téléspectateurs[9] (première diffusion)
- Canada : 510 000 téléspectateurs[10] (première diffusion)

### Épisode 3:Coupable
- États-Unis /  Canada : 15 mars 2012 sur NBC / sur Global
- Belgique : 28 septembre 2012 sur BeTV[3]
- Québec : 4 décembre 2012 sur Ztélé[5]

- États-Unis : 5,12 millions de téléspectateurs[11] (première diffusion)
- Canada : 733 000 téléspectateurs[12] (première diffusion)

### Épisode 4:Les Deux Kate
- États-Unis /  Canada : 22 mars 2012 sur NBC / sur Global
- Belgique : 28 septembre 2012 sur BeTV[3]
- Québec : 11 décembre 2012 sur Ztélé[5]

- États-Unis : 4,73 millions de téléspectateurs[13] (première diffusion)
- Canada : 860 000 téléspectateurs[14] (première diffusion)

- Brianna Brown (Kate)

### Épisode 5:Gemini
- États-Unis /  Canada : 29 mars 2012 sur NBC / sur Global
- Belgique : 5 octobre 2012 sur BeTV[3]
- Québec : 18 décembre 2012 sur Ztélé[5]

- États-Unis : 3,18 millions de téléspectateurs[15] (première diffusion)
- Canada : 496 000 téléspectateurs[16] (première diffusion)

### Épisode 6:Où est mon pingouin?
- États-Unis /  Canada : 5 avril 2012 sur NBC / sur Global
- Belgique : 5 octobre 2012 sur BeTV[3]
- Québec : 7 janvier 2013 sur Ztélé

- États-Unis : 2,56 millions de téléspectateurs[17] (première diffusion)
- Canada : 471 000 téléspectateurs[18] (première diffusion)

- Billy Lush (Gabriel Wyath)

### Épisode 7:El Diablo
- États-Unis /  Canada : 12 avril 2012 sur NBC / sur Global
- Belgique : 12 octobre 2012 sur BeTV[3]
- Québec : 14 janvier 2013 sur Ztélé

- États-Unis : 2,68 millions de téléspectateurs[19] (première diffusion)
- Canada : 579 000 téléspectateurs[20] (première diffusion)

### Épisode 8:Plongeon nocturne
- États-Unis /  Canada : 19 avril 2012 sur NBC / sur Global
- Belgique : 12 octobre 2012 sur BeTV[3]
- Québec : 21 janvier 2013 sur Ztélé

- États-Unis : 2,8 millions de téléspectateurs[21] (première diffusion)
- Canada : 511 000 téléspectateurs[22] (première diffusion)

### Épisode 9:Match de folie
- États-Unis /  Canada : 26 avril 2012 sur NBC / sur Global
- Belgique : 19 octobre 2012 sur BeTV[3]
- Québec : 28 janvier 2013 sur Ztélé

- États-Unis : 2,21 millions de téléspectateurs[23] (première diffusion)
- Canada : 481 000 téléspectateurs[24] (première diffusion)

### Épisode 10:Un souvenir de Rex
- États-Unis /  Canada : 3 mai 2012 sur NBC / sur Global
- Belgique : 19 octobre 2012 sur BeTV[3]
- Québec : 4 février 2013 sur Ztélé

- États-Unis : 2,15 millions de téléspectateurs[25] (première diffusion)
- Canada : 420 000 téléspectateurs[26] (première diffusion)

### Épisode 11:Le Retour du petit gars
- États-Unis /  Canada : 10 mai 2012 sur NBC / sur Global
- Belgique : 26 octobre 2012 sur BeTV[3]
- Québec : 11 février 2013 sur Ztélé

- États-Unis : 2,51 millions de téléspectateurs[27] (première diffusion)
- Canada : 497 000 téléspectateurs[28] (première diffusion)

### Épisode 12:Armé et Dangereux
- États-Unis /  Canada : 17 mai 2012 sur NBC / sur Global
- Belgique : 26 octobre 2012 sur BeTV[3]
- Québec : 18 février 2013 sur Ztélé

- États-Unis : 2,1 millions de téléspectateurs[29] (première diffusion)
- Canada : 319 000 téléspectateurs[30] (première diffusion)

### Épisode 13:Une histoire sans fin
- Canada : 23 mai 2012 sur Global[Note 1]
- États-Unis : 24 mai 2012 sur NBC
- Belgique : 26 octobre 2012 sur BeTV[3]
- Québec : 25 février 2013 sur Ztélé

- États-Unis : 2,87 millions de téléspectateurs[31] (première diffusion)